# مركز أمريكي لحقوق التصويت
المركز الأمريكي لحقوق التصويت (ACVR) كان منظمة غير ربحية أسسها مارك إف «ثور» هيرن عملت في الفترة من مارس 2005 حتى مايو 2007 ودعمت قوانين تهدف إلى تقليل ترهيب الناخب وتزوير الانتخابات وساندت طلب استخراج إثبات هوية بالصورة للناخبين. وكان يسمى ذراعه للضغط السياسي «الجمعية التشريعية للمركز الأمريكي لحقوق التصويت». ولاحظ الخبير في قوانين الانتخابات ريتشارد إل هاسن أنه كان «المنظمة غير الحكومية البارزة الوحيدة التي ترى تزوير أصوات الناخبين مشكلة ضخمة» وادعى أن المركز عبارة عن مجموعة واجهة لـالحزب الجمهوري الذي كان دعمه لمطلب استخراج إثبات الهوية بصورة الغاية منه وقف تصويت الأقلية.
تأسس المركز الأمريكي لحقوق التصويت في ميدلوثيان، بولاية فرجينيا باعتباره «منظمة غير حزبية قانونية وتثقيفية بموجب القانون رقم 501(c)(3) والملتزم بالدفاع عن حقوق الناخبين ويعمل على زيادة ثقة العامة في نزاهة ونتائج الانتخابات» وأعلن أنه «لا يدعم أو يؤيد أي حزب سياسي أو مرشح بعينه.» وحصل ذراعه للضغط السياسي، الجمعية التشريعية للمركز الأمريكي لحقوق التصويت، على تصريح بموجب قانون 501(c)(4) كشركة غير مساهمة.

## القيادة
تضمن المسؤولون في المركز الأمريكي لحقوق التصويت:
- مارك إف «ثور» هيرن، المؤسس والمستشار العام. نائب رئيس ومدير سابق للعمليات الانتخابية في جمعية المحامين الوطنيين الجمهوريين. وعمل كمستشار انتخابي على مستوى أمريكا مع جورج دبليو بوش في الحملة الانتخابية عام 2004 ومستشارًا لولاية ميزوري في حملته الانتخابية عام 2000. وتأسس المركز الأمريكي لحقوق التصويت بتشجيع من كارل روف والبيت الأبيض.[4] وساعد سيناتور ولاية ميزوري ديلبرت لي سكوت في وضع مسودة قانون ميزوري لإثبات هوية الناخبين،[5] الذي صدر حكم قضائيًا فيما بعد بعدم دستوريته.[6]
- روبين دي جارنيت، مدير تنفيذي. والمؤسس والمدير التنفيذي لمؤسسة فرجينيا كونسيرفاتيف أكشن باك (Virginia Conservative Action PAC).[7]
- بريان لوندي، رئيس مجلس إدارة. مدير تنفيذي سابق لـاللجنة الوطنية الديمقراطية، ومن وجه الديمقراطيين لانتخاب بوش في عام 2004.[8]
- أليكس فوجيل، محامٍ سابق في اللجنة الوطنية للجمهوريين الذي تلقت شركته الاستشارية 75 ألف دولار مقابل خدمات مقدمة من فوجيل لعدة أشهر بوصفه المدير التنفيذي للمركز.[9]
- بات روجرز، عضو مجلس إدارة. هو محام من نيومكسيكو تولى قضايا فيدرالية عن الحقوق المدنية،[10] وضغط على مسؤولي وزارة العدل لفصل وكيل وزارة العدل ديفيد إغليسياس بسبب التغاضي عن واقعة تزوير في أصوات الناخبين.[11] وخضع هذا الفصل للتدقيق كجزء من نمط مزعوم وغير لائق من التأثير السياسي.

## الأنشطة
أيد المركز الأمريكي لحقوق التصويت توصيات سبتمبر 2005 من لجنة إصلاح الانتخابات الفيدرالية، التي شارك في رئاستها الرئيس السابق جيمي كارتر ووزير الخارجية السابق جيمس بيكر.
ومن بين منشوراته حول موضوع تزوير الناخبين «جمعيات ديمقراطيين أكثر انغماسًا في مشكلات ترهيب الناخبين والقمع في عام 2004 عن الجمهوريين» (Democrat operatives far more involved in voter intimidation and suppression in 2004 than Republicans)
Mark F. “Thor” Hearne and Brian A. Lunde (2 أغسطس 2005). "Democrat operatives far more involved in voter intimidation and suppression in 2004 than Republicans". American Center for Voting Rights. مؤرشف من الأصل في 2005-08-06. «تزوير الانتخابات والترهيب والقمع - الانتخابات الرئاسية عام 2004» (Vote Fraud, Intimidation & Suppression - The 2004 Presidential Election)
و«أنشطة ومشاهدات انتخابات أوهايو» (Ohio Election Activities and Observations).
Mark F. “Thor” Hearne؛ وآخرون (21 مارس 2005). "Ohio Election Activities and Observations" (PDF). American Center for Voting Rights. مؤرشف من الأصل (PDF) في 2005-04-25. {{استشهاد ويب}}: Explicit use of et al. in: |مؤلف= (مساعدة)
في 22 مارس 2005، بعد تأسيس المنظمة ببضعة أيام، استدعى الأعضاء الجمهوريون في الكونجرس المسؤولين في المركز الأمريكي لحقوق التصويت للشهادة أمام لجنة إدارة مجلس النواب في جلسة استماع عقدها النائب بوب ناي (نائب ولاية أوهايو). وتم استدعاء هيرن كشاهد لمناقشة مسائل إصلاح الانتخابات وتطبيق قانون «مساعدة أمريكا على الاقتراع» خلال الانتخابات الرئاسية عام 2004. أدلى السيناتور الأمريكي كيت بوند (نائب ولاية ميزوري)، الذي وصف المجموعة بأنها جماعة ضغط غير حزبية لحقوق التصويت، بشهادته وقدم تقرير المركز الأمريكي لحقوق التصويت عن التجاوزات التي شهدتها انتخابات 2004 في ولاية أوهايو، التي وثقت، ضمن حوادث أخرى، تسجيل ناخبين تحت أسماء «ماري بوبينز» و«ديك ترايسي» و«جيف إف تركي». ووفقًا لسجلات المحكمة في المحاكمة الجنائية لمحطة تشاد في مقاطعة ديفاينس، ولاية أوهايو، فقد تلقى الأشخاص الذين سجلوا هولاء الناخبين الخياليين أموالاً، وفي حالة واحدة على الأقل، كوكايين كراك. وكانت تدعى المنظمة المشتركة في هذا الجهد بروجيكت فوت (Project Vote)، واقترف جريمة التزوير متطوع في عمليات القيد.

## حل المركز والجدالات المثارة
تم حلّ المركز الأمريكي لحقوق التصويت في مايو 2007 وإيقاف مواقع الويب ac4vr.com وAmericanCenterForVotingRights.com.
وقد جاء قرار حلّ المركز الأمريكي لحقوق التصويت بعد بضعة أسابيع من إصدار لجنة المساعدة الانتخابية تقريرًا ورد فيه أن مدى انتشار التزوير في الانتخابات بات موضوعًا قابلاً للجدل.
قدم سلايت تقريرًا ذكر فيه «خصصت وزارة العدل مصادر غير مسبوقة للتفتيش على عمليات التزوير في أماكن الاقتراع على مدى خمس سنوات ويبدو أنها لم تكتشف حالة واحدة يمكن مقاضاتها على مستوى الدولة.»
طبقت العديد من الولايات قوانين تستدعي من الناخبين تقديم نوع من إثبات الهوية الصادر عن الحكومة قبل الإدلاء بأصواتهم. وكان أصعب هذه المتطلبات مطلب إثبات الهوية بالصورة في ولاية إنديانا والذي تحداه الحزب الديمقراطي في ولاية إنديانا واتحاد الحريات المدنية الأمريكي. وأيد هذا القانون محكمة الاستئناف الأمريكية في دورتها السابعة. وأيدت المحكمة العليا الأمريكية قانون إثبات هوية الناخبين في أريزونا ضد تحدٍ مماثل. وأيدت محاكم الولاية في بنسلفانيا قوانين مماثلة، ولكنها ألغيت في ولايتي ميزوري وجورجيا.

## وصلات خارجية
- "Internet Archive Wayback Machine copy of www.ac4vr.com". {{استشهاد ويب}}: الاستشهاد يستخدم عنوان عام (مساعدة)